# Мостаганем
Мостаганем (араб. مستغانم, фр. Mostaganem) — місто на північному заході Алжиру. Адміністративний центр однойменного вілаєту. Розташоване на узбережжі Середземного моря, за 363 км на захід від столиці країни — м. Алжир.